# Castro Marim (freguesia)
A Freguesia de Castro Marim é uma freguesia portuguesa do Município de Castro Marim com 79,35 km² de área e 3278 habitantes (censo de 2021), tendo, por isso, uma densidade populacional de 41,3 hab./km², o que lhe permite ser classificada como uma Área de Baixa Densidade (portaria 1467-A/2001).. O seu nome deriva do nome Romano Marinus.
Por desmembramento para estabelecer a Freguesia de Altura, em 1993, a Freguesia de Castro Marim perdeu alguma da extensão do litoral atlântico. Mantiveram-se na freguesia as praias da Praia Verde, Cabeço (Retur) e Adão e Eva.

## Demografia
A população registada nos censos foi:
| Ano  | 0-14 Anos | 15-24 Anos | 25-64 Anos | > 65 Anos |
| 2001 | 412       | 395        | 1587       | 653       |
| 2011 | 448       | 346        | 1742       | 731       |
| 2021 | 426       | 291        | 1654       | 907       |

Nota: Com lugares desta  freguesia foi criada em 1993 a freguesia de Altura.

## Património
- Castelo de Castro Marim
- Forte de São Sebastião, forte e baluartes e revelins que se ligam ao Castelo
- Pelourinho de Castro Marim